# Karl-Heinz Herrfurth

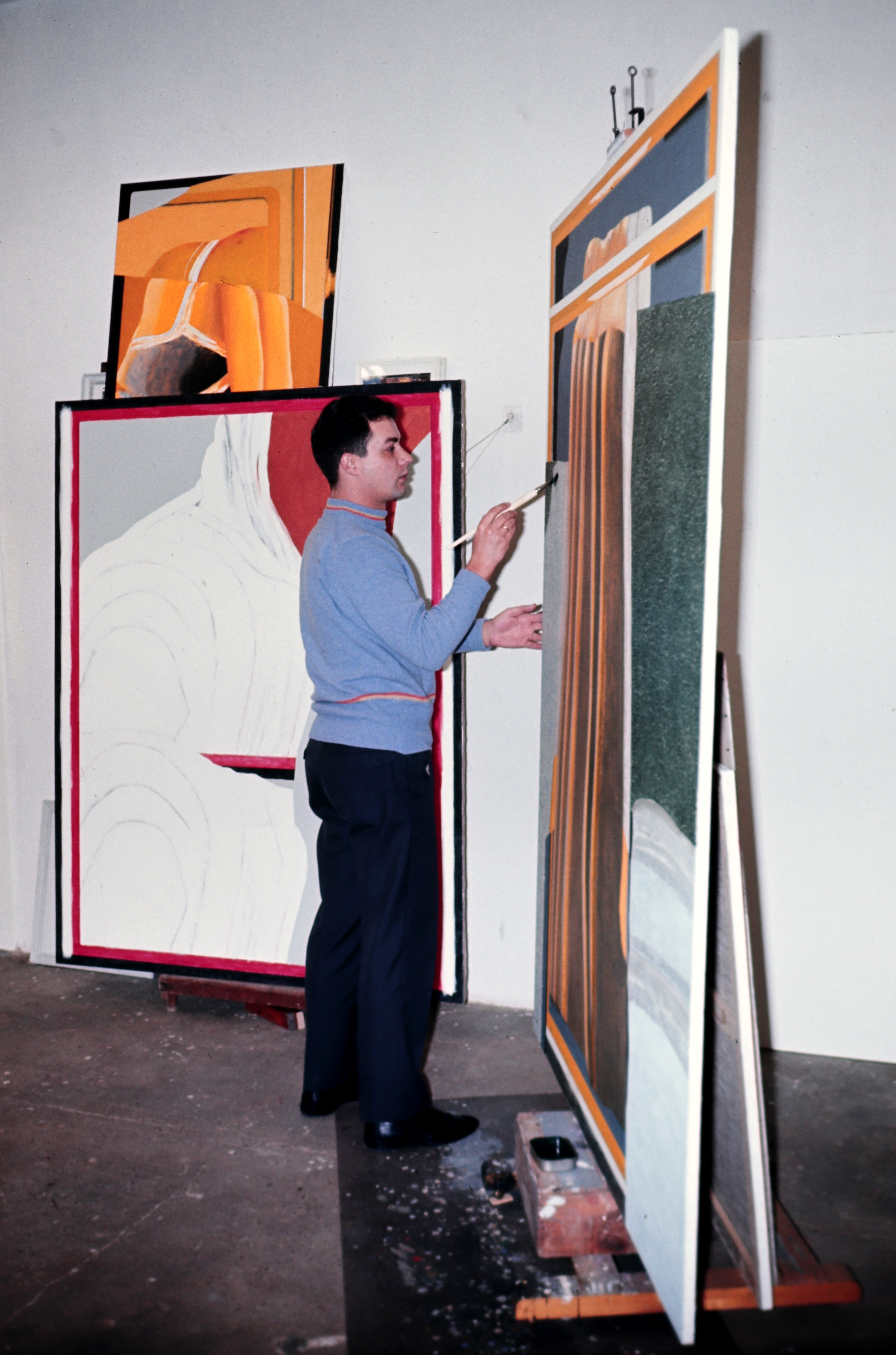
Karl-Heinz Herrfurth beim Malen eines Ölgemäldes nach einer Collage anno 1967 in Berlin.

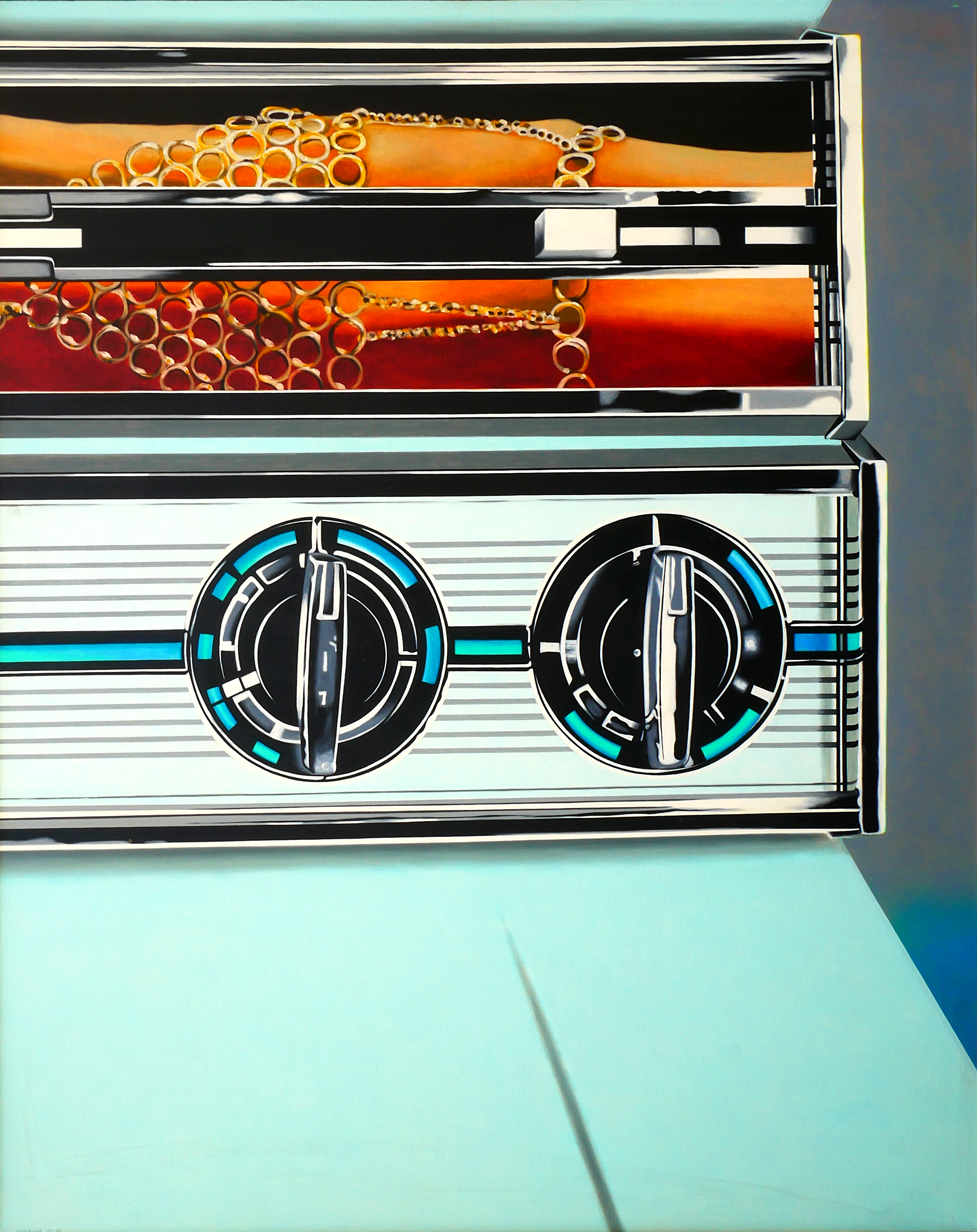
Karl-Heinz Herrfurth, ,,Maschine", vollendet Dezember 1970 in Berlin, 125 x 100 cm

Karl-Heinz Willy Martin Herrfurth (* 27. September 1934 in Berlin; † 12. November 2015 ebenda) war ein deutscher Maler, Zeichner, Graphiker und Professor sowie Vize-Präsident der Hochschule der Künste Berlin.

## Biografie

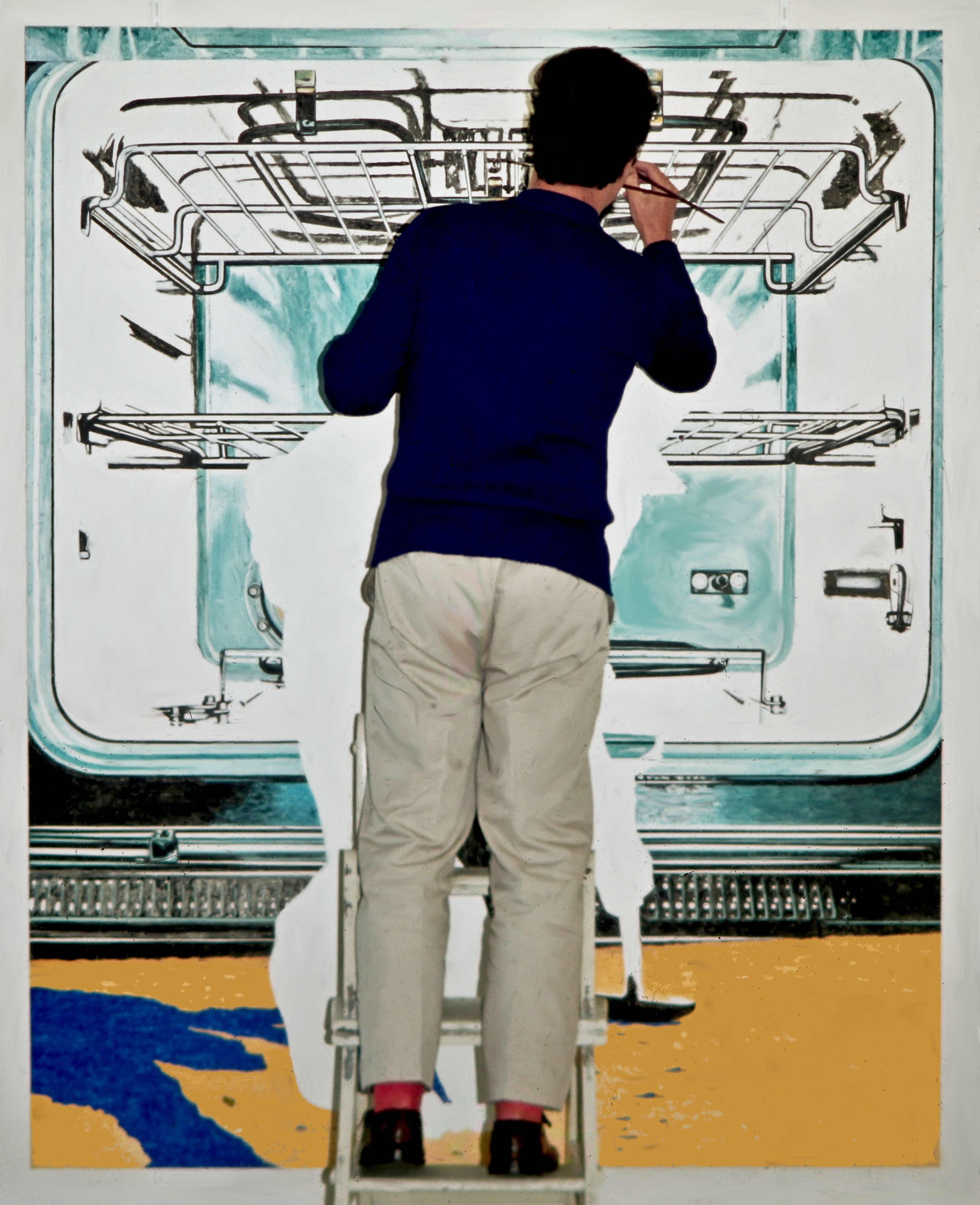
Karl-Heinz Herrfurth beim Malen des Ölgemäldes mit dem Titel Arbeiter in seinem Atelier, Berlin 1972

Herrfurth studierte von 1954 bis 1960 Bildende Kunst, Malerei, Grafik, Kunstpädagogik und Werkerziehung an der Hochschule für Bildende Künste in Berlin (HdK) bei den Professoren Fritz Kuhr, Gerhard Fietz, Ludwig Gabriel Schrieber, Helmut Thoma und Curt Lahs. 1960 beendete er das Studium als Meisterschüler bei Gerhard Fietz. Er arbeitete von 1963 bis 1974 als technischer Zeichner in Anstellung als Wissenschaftlicher Assistent an der Technischen Universität Berlin. 1974 wurde er zum Professor für Malen und Zeichnen an der Hochschule für Bildende Künste Berlin (später Hochschule der Künste (HdK)) berufen, wo er bis 2002 tätig war. In der Vorbereitungsphase zur Gründung der Hochschule der Künste war Herrfurth Mitglied der Strukturkommission, später Mitglied des Akademischen Senates und zwischen 1992 und 1994 Vizepräsident der HdK Berlin.
Während seiner Zeit als Professor war Herrfurth Mitglied der Karl Hofer Gesellschaft und beim Deutschen Künstlerbund. Zahlreiche Ausstellungen dokumentieren Herrfurths kontinuierliche Tätigkeit als Künstler seit den 1960er Jahren. Herrfurth bereiste schon Ende der 1950er Jahre Spanien, Griechenland und Marokko und lernte in Griechenland seine spätere Ehefrau Ourania kennen. Ab den 1960er Jahren lebte und arbeitete er in Berlin und in der Mani (Peloponnes). Die Auseinandersetzung mit der griechischen Landschaft, der Sprache, dem Licht und der Kultur beeinflussten sein künstlerisches Werk nachhaltig.

## Werk

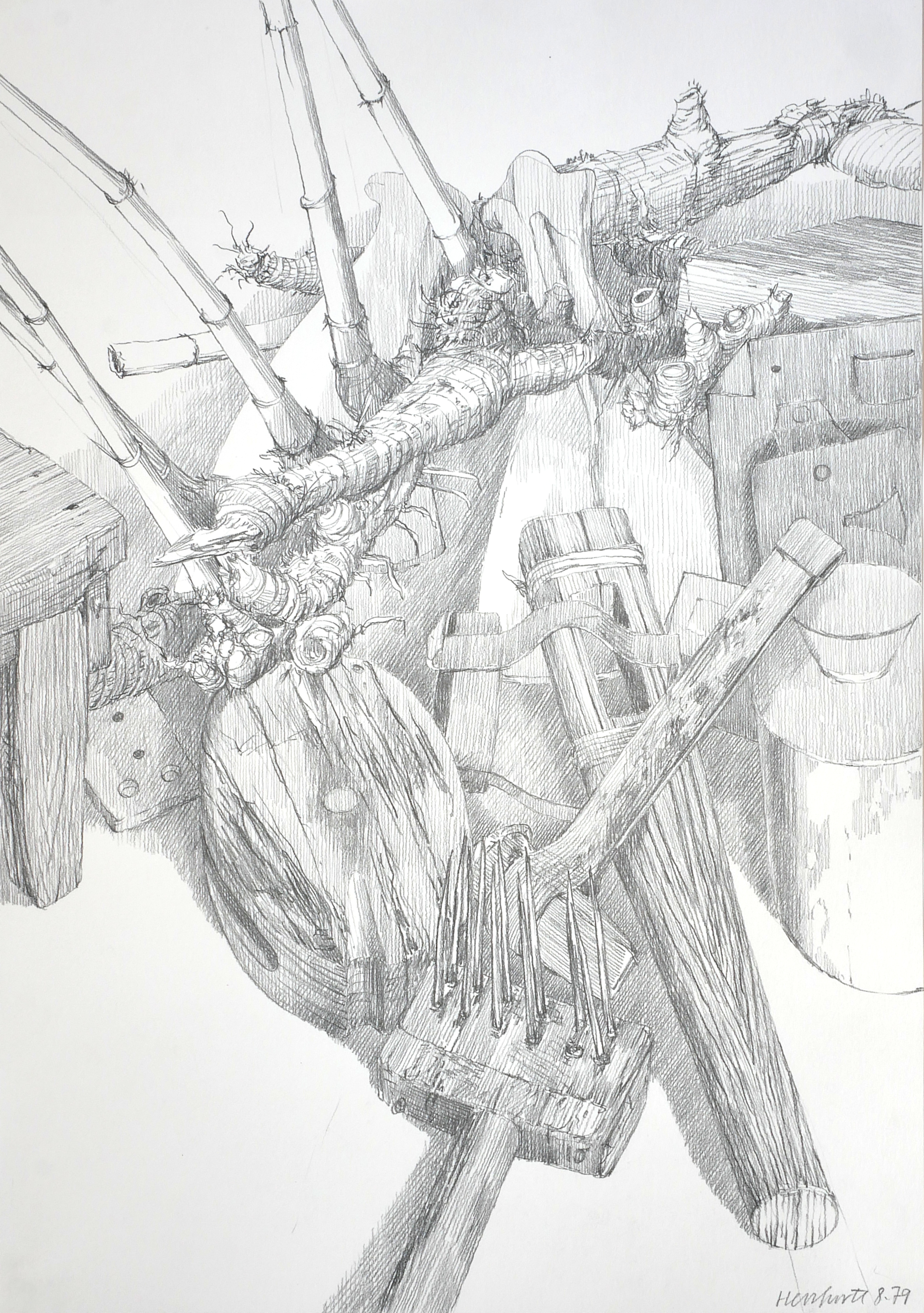
Karl-Heinz Herrfurth, Zeichnung, Bleistift auf Papier, o.T., aus der Reihe "Objekte im Raum", Stillleben, August 1979

Während sich Herrfurth in frühen Werken hauptsächlich der Malerei widmete, wandte er sich später stärker der Zeichnung zu. Etwa seit der Mitte der 1960er Jahre lässt sich sein künstlerischer Stil  dem Kritischen Realismus, z. T. mit Anlehnung an die Pop Art, zuordnen. In dieser Zeit malte er großformatige, zum Teil fotorealistische Ölgemälde, die häufig in sozialkritischer und kontrastierender Art die Gegenüberstellung von Mensch und Technik, die Technologisierung des menschlichen Lebens zum Inhalt hatten. Daneben fertigte er vor allem Zeichnungen, Fotocollagen und Aquarelle. Sujets dieser Arbeiten waren Figurationen, Menschen, Körperteile, Werkzeuge, Pflanzen, Architektur, Landschaft und Symbole. Studienaufenthalte in Griechenlands führten ihn dazu, sich verstärkt der Zeichnung zuzuwenden.
Nach einer Arbeitsphase intensiven Zeichnens und Aquarellierens vor allem realistischer Sujets bis 1982 wechselte er seinen Stil in der Malerei, es folgten nun häufig kleinere Formate, wobei er in farblicher Anlehnung an Werke von Francis Bacon und anderer Künstler eigene, z. T. surrealistische Wege einschlug, in denen er Figurationen mit experimentellem Charakter im freien Malprozess schuf. Der Berliner Künstler Herrfurth vertiefte sich längere Zeit in Arbeiten auf Papier, insbesondere ab 1985 entstanden durch Übermalung Zeichnungen in Mischtechnik auf alten Papiergründen, die er in Griechenland für sich entdeckt hatte. In dieser Phase spielten neben realistischen Bildern auch abstraktere, freiere Darstellungen eine größere Rolle. Seine Werke tragen häufig symbolhaft-philosophischen Charakter, es verknüpfen sich Vergangenheit und Gegenwart, Realität und Phantasie zu einem unerwarteten neuen Ganzen. Auch Collagen, Aquarelle, Landschaftsaufnahmen und Zeichnungen verfertigte Herrfurth bis in die 2010er Jahre. Ein stetig wiederkehrendes Motiv seiner Arbeiten war über die Jahrzehnte hinweg der menschliche Körper und seine Körperteile.

## Auszeichnungen

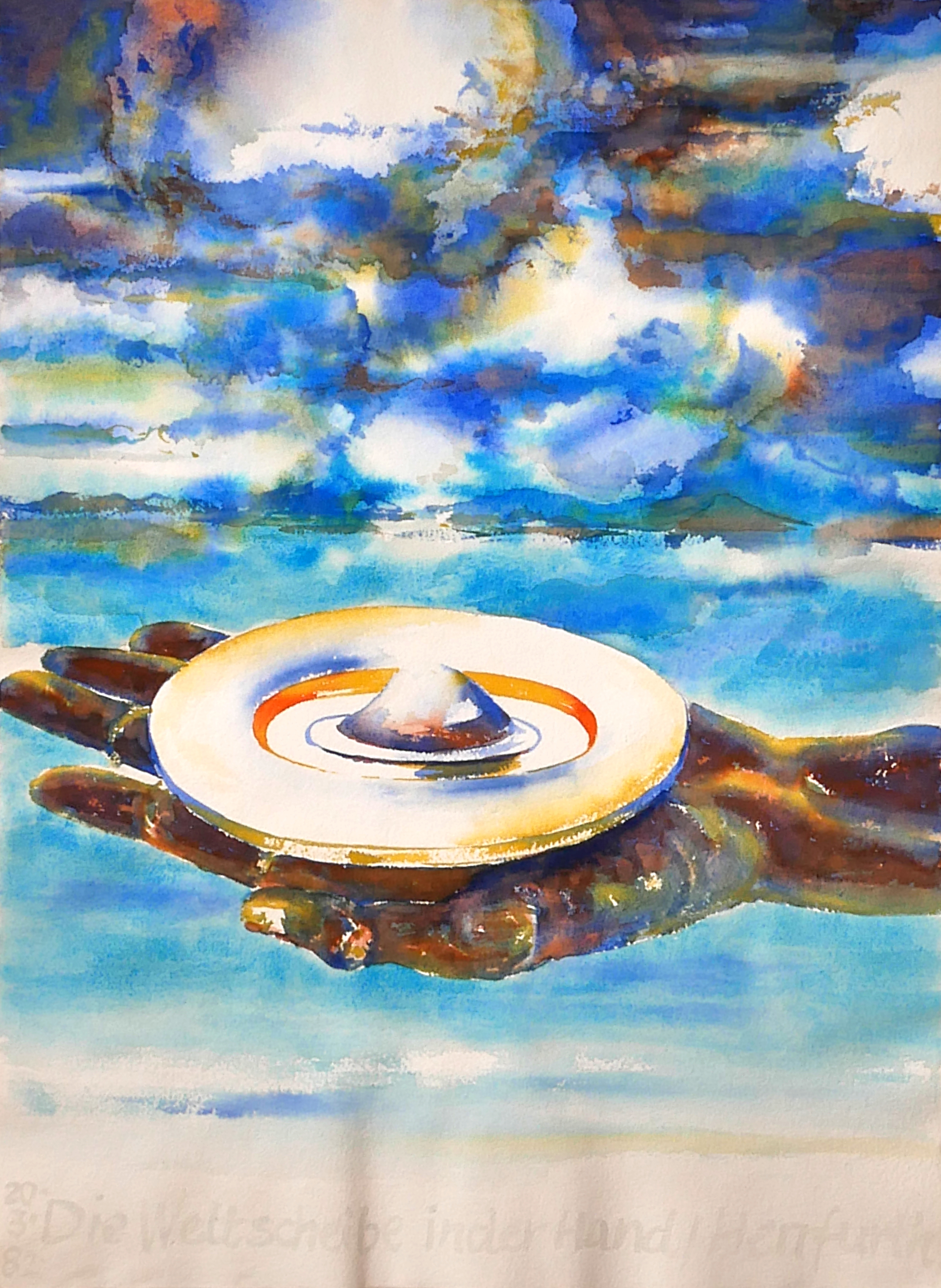
Karl Heinz Herrfurth, Aquarell ,,Die Weltscheibe in der Hand", datiert auf den 20. März 1982

- 1961 Studienpreis der Großen Berliner Kunstausstellung
- 1967 Kunstpreis der Stadt Wolfsburg, „Junge Stadt sieht junge Kunst“

## Arbeiten im öffentlichen Besitz (Auswahl)
- Berlinische Galerie, Landesmuseum für Moderne Kunst, Berlin
- Städtische Kunstsammlungen Bonn

## Ausstellungen (Auswahl)

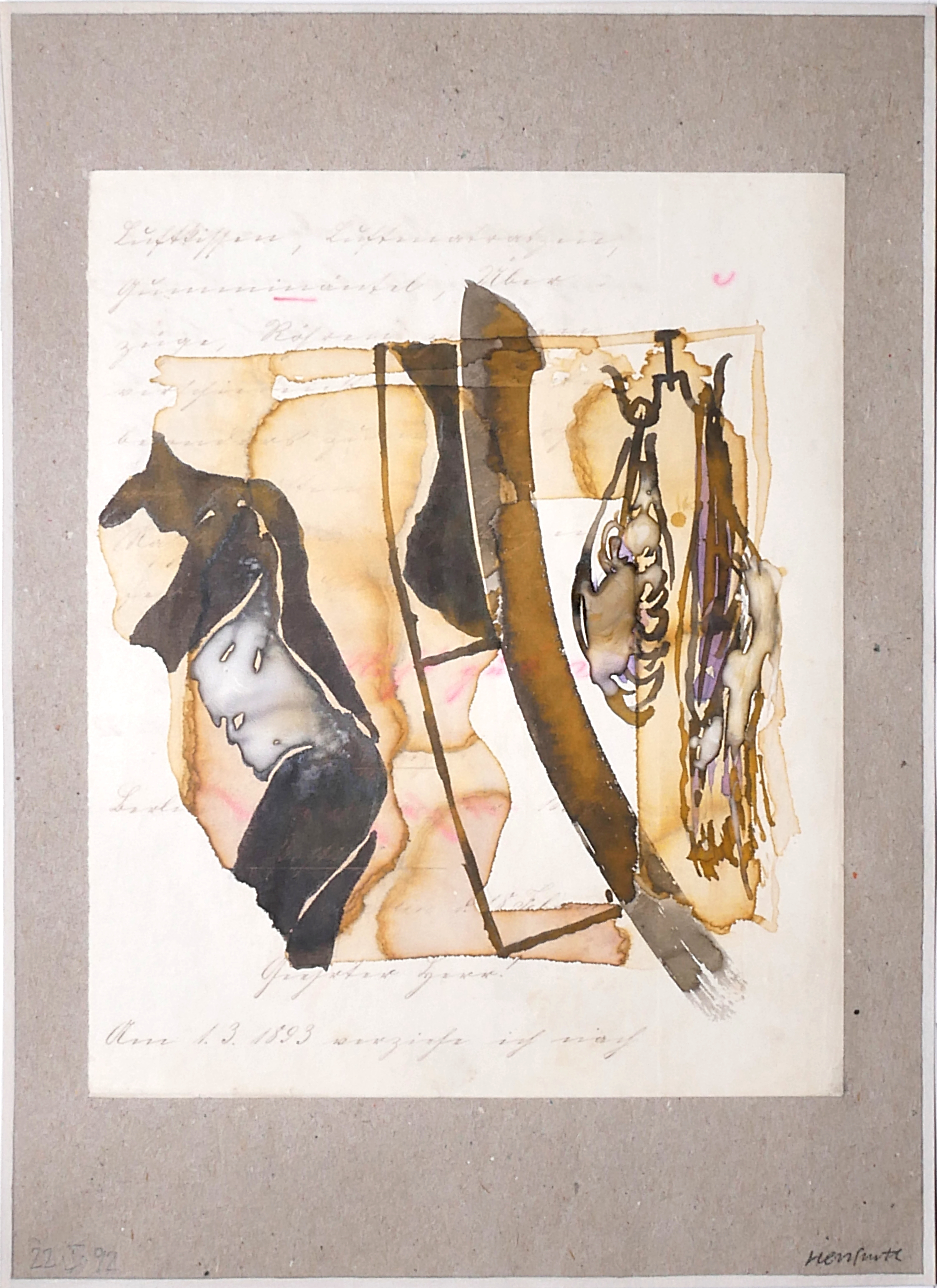
Karl-Heinz Herrfurth, Mischtechnik auf historischem Papiergrund, ohne Titel, 22. Februar 1992

- 1966, 14. Jahresausstellung des Deutschen Künstlerbundes in Essen[8]
- 1966, Karl-Heinz Herrfurth, Galerie am Wannseeheim, Berlin
- 1967 Appel Gallery, Caldwell, New Jersey, USA
- 1967, Große Berliner Kunstausstellung am Funkturm
- 1967, "Collage 67", Städtische Galerie im Lenbachhaus, München
- 1967, Große Kunstausstellung München, Haus der Kunst
- 1967, 15. Jahresausstellung des Deutschen Künstlerbundes in Karlsruhe
- 1967, Internationale Triennale für farbige Originalgrafik, Kunstverein Grenchen
- 1968, 16. Jahresausstellung des Deutschen Künstlerbundes in Nürnberg
- 1968, Große Kunstausstellung München, Haus der Kunst
- 1968,  "Künstler des 20. Jahrhunderts", Ausstellungseröffnung der Kunsthalle Wilhelmshaven
- 1969, Große Berliner Kunstausstellung
- 1970, Berliner Künstler 1966–1969. Gemälde, Graphik, Plastik, Objekte. Wanderausstellung Wiener Künstlerhaus, Neue Galerie der Stadt Linz, Kulturamt Kapfenberg, Kunstverein Salzburg. Wien
- 1970, 18. Jahresausstellung des Deutschen Künstlerbundes in Bonn
- 1970, Juryfreie Kunstausstellung Berlin, bei Gruppe "Großgörschen"
- 1970, Große Kunstausstellung München, Haus der Kunst
- 1971. 19. Jahresausstellung des Deutschen Künstlerbundes in Stuttgart
- 1972, 20. Jahresausstellung des Deutschen Künstlerbundes in Bonn
- 1972–1995 Freie Berliner Kunstausstellung
- 1973, Große Kunstausstellung München, Haus der Kunst
- 1973/74, 21. Jahresausstellung des Deutschen Künstlerbundes in Berlin
- 1974, "Malerei und Graphik der Gegenwart", Rheinisches Landesmuseum Bonn, in Kooperation mit dem Bundesverband der Arbeiterwohlfahrt
- 1976/77, Frauen machen Kunst, Galerie Megers, Bonn
- 1977, 25. Jahresausstellung des Deutschen Künstlerbundes in Frankfurt am Main
- 1978, "Die bildende Kunst und das Tier", Orangerie im Großen Garten in Hannover-Herrenhausen
- 1978/79, 26. Jahresausstellung des Deutschen Künstlerbundes in Berlin
- 1979, 27. Jahresausstellung des Deutschen Künstlerbundes in Stuttgart
- 1980, "30 Jahre BBK". Ausstellung des Berufsverbandes Bildender Künstler Berlins, Staatliche Kunsthalle Berlin
- 1990, 38. Jahresausstellung des Deutschen Künstlerbundes in Berlin
- 1992, 40. Jahresausstellung des Deutschen Künstlerbundes in Aachen
- 1996, "Gedächtnis der Vorstellung", in der Hochschule der Künste (HdK) Berlin, Neue Galerie[9]
- 1997 Galerie Ludwig Lange Berlin[10]
- 2005/06, "UdK Berlin – Fakultät Bildende Kunst", Berlinische Galerie[11]
- 2008, "Nota Bene", Villa Oppenheim, Galerie für Gegenwart und Kunst, Berlin[12]